# José Ángel Crespo
José Ángel Crespo Rincón (Lora del Río, 9 febbraio 1987) è un ex calciatore spagnolo, di ruolo difensore.

## Carriera

### Club

#### Spagna
Prodotto del vivaio del Siviglia, ha fatto il suo debutto in prima squadra il 21 dicembre 2005 contro il Getafe, scendendo in campo in altre due occasioni durante il periodo in cui militava nel Siviglia Atlético. Nella stagione 2007-2008 assieme ad Antonio Puerta viene promosso in prima squadra, sotto la guida di Juande Ramos prima e Manuel Jiménez Jiménez poi. Il 3 luglio 2009 viene ceduto in prestito al Racing Santander dove colleziona 13 presenze in tutta la stagione.

#### Italia
Dopo questa esperienza approda in Italia in Serie B al Padova, scendendo in campo in 39 occasioni e segnando un gol il 13 novembre 2010 nel 3-1 che ha sancito la vittoria della sua squadra sul Frosinone. Ha fatto il suo debutto con i biancoscudati in campionato il 22 agosto 2010 nel pareggio per 1-1 contro il Novara.
Il 14 luglio 2011 passa a titolo definitivo al Bologna, unitamente a Daniele Vantaggiato e Federico Agliardi. Fa il suo debutto con i felsinei il 23 novembre in Coppa Italia nella partita vinta per 4-2 dalla squadra emiliana. Debutta in Serie A il 4 dicembre in Bologna-Siena (1-0) entrando al 67' al posto di Gastón Ramírez. Una settimana dopo, l'11 dicembre, fa il suo esordio da titolare in campionato in Bologna-Milan (2-2). Nel campionato 2011-2012 colleziona 7 presenze con la maglia del Bologna.
Il 12 luglio 2012 passa in prestito all'Hellas Verona in Serie B. Nell'estate seguente ritorna al Bologna. Il 27 ottobre 2013 segna il suo primo gol con la maglia dei "Felsinei" contro il Livorno (1-0).

### Nazionale
Ha fatto parte delle Nazionali Under-19, Under-20 e Under-21.
Con la Nazionale Under-19 nel 2006 si è laureato Campione d'Europa di categoria.
Con la Nazionale Under-20 nel 2007 ha preso parte al Mondiale Under-20.

## Statistiche

### Presenze e reti nei club
| Stagione                 | Squadra                  | Campionato               | Campionato | Campionato | Coppe nazionali | Coppe nazionali | Coppe nazionali | Coppe continentali | Coppe continentali | Coppe continentali | Altre coppe | Altre coppe | Altre coppe | Totale | Totale |
| Stagione                 | Squadra                  | Comp                     | Pres       | Reti       | Comp            | Pres            | Reti            | Comp               | Pres               | Reti               | Comp        | Pres        | Reti        | Pres   | Reti   |
| ------------------------ | ------------------------ | ------------------------ | ---------- | ---------- | --------------- | --------------- | --------------- | ------------------ | ------------------ | ------------------ | ----------- | ----------- | ----------- | ------ | ------ |
| 2005-2006                | Siviglia Atlético        | SD                       | 35         | 2          | -               | -               | -               | -                  | -                  | -                  | -           | -           | -           | 35     | 2      |
| 2005-2006                | Siviglia                 | PD                       | 3          | 0          | CR              | 0               | 0               | CU                 | 1                  | 0                  | -           | -           | -           | 4      | 0      |
| 2006-2007                | Siviglia Atlético        | SD                       | 34         | 1          | -               | -               | -               | -                  | -                  | -                  | -           | -           | -           | 34     | 1      |
| 2007-2008                | Siviglia Atlético        | SD                       | 8          | 0          | -               | -               | -               | -                  | -                  | -                  | -           | -           | -           | 8      | 0      |
| Totale Siviglia Atlético | Totale Siviglia Atlético | Totale Siviglia Atlético | 77         | 3          |                 | -               | -               |                    | -                  | -                  |             | -           | -           | 77     | 3      |
| 2007-2008                | Siviglia                 | PD                       | 13         | 0          | CR              | 1               | 0               | UCL                | 1                  | 0                  | SS          | 0           | 0           | 15     | 0      |
| 2008-2009                | Siviglia                 | PD                       | 9          | 0          | CR              | 3               | 0               | CU                 | 2                  | 0                  | -           | -           | -           | 14     | 0      |
| Totale Siviglia          | Totale Siviglia          | Totale Siviglia          | 25         | 0          |                 | 4               | 0               |                    | 4                  | 0                  |             | 0           | 0           | 33     | 0      |
| 2009-2010                | Racing Santander         | PD                       | 13         | 0          | CR              | 3               | 0               | -                  | -                  | -                  | -           | -           | -           | 16     | 0      |
| 2010-2011                | Padova                   | B                        | 39+4       | 1          | CI              | 0               | 0               | -                  | -                  | -                  | -           | -           | -           | 43     | 1      |
| 2011-2012                | Bologna                  | A                        | 7          | 0          | CI              | 2               | 0               | -                  | -                  | -                  | -           | -           | -           | 9      | 0      |
| 2012-2013                | Verona                   | B                        | 14         | 0          | CI              | 3               | 0               | -                  | -                  | -                  | -           | -           | -           | 17     | 0      |
| 2013-2014                | Bologna                  | A                        | 8          | 1          | CI              | 1               | 0               | -                  | -                  | -                  | -           | -           | -           | 9      | 1      |
| Totale Bologna           | Totale Bologna           | Totale Bologna           | 15         | 1          |                 | 3               | 0               |                    | -                  | -                  |             | -           | -           | 18     | 1      |
| 2014-2015                | Córdoba                  | PD                       | 27         | 0          | CR              | 2               | 0               | -                  | -                  | -                  | -           | -           | -           | 29     | 0      |
| 2015-gen. 2016           | Aston Villa              | PL                       | 1          | 0          | FACup+CdL       | 0+1             | 0               | -                  | -                  | -                  | -           | -           | -           | 2      | 0      |
| gen.-giu. 2016           | Rayo Vallecano           | PD                       | 9          | 0          | CR              | -               | -               | -                  | -                  | -                  | -           | -           | -           | 9      | 0      |
| 2016-2017                | PAOK                     | SL                       | 26+5       | 0          | CG              | 7               | 0               | UCL+UEL            | 2+9                | 0+1                | -           | -           | -           | 49     | 1      |
| 2017-2018                | PAOK                     | SL                       | 23         | 2          | CG              | 5               | 0               | UEL                | 4                  | 0                  | -           | -           | -           | 32     | 2      |
| 2018-2019                | PAOK                     | SL                       | 30         | 1          | CG              | 8               | 0               | UCL+UEL            | 6+5                | 0                  | -           | -           | -           | 49     | 1      |
| 2019-2020                | PAOK                     | SL                       | 16         | 2          | CG              | 0               | 0               | UCL+UEL            | 2+2                | 0                  | -           | -           | -           | 20     | 2      |
| 2020-2021                | PAOK                     | SL                       | 14+7       | 1          | CG              | 5               | 0               | UCL+UEL            | 3+5                | 0                  | -           | -           | -           | 34     | 1      |
| 2021-2022                | PAOK                     | SL                       | 8+3        | 1          | CG              | 5               | 0               | UECL               | 12                 | 1                  | -           | -           | -           | 28     | 2      |
| Totale PAOK              | Totale PAOK              | Totale PAOK              | 117+15     | 7          |                 | 30              | 0               |                    | 50                 | 2                  |             | -           | -           | 212    | 9      |
| 2022-2023                | APOEL                    | A                        | 23+10      | 1+1        | CC              | 4               | 0               | UECL               | 5                  | 0                  | -           | -           | -           | 42     | 2      |
| 2023-2024                | APOEL                    | A                        | 12+1       | 1          | CC              | 0               | 0               | UECL               | 3                  | 1                  | -           | -           | -           | 16     | 2      |
|                          |                          |                          | 35+11      | 2+1        |                 | 4               | 0               |                    | 8                  | 1                  |             |             |             | 58     | 4      |
| Totale carriera          | Totale carriera          | Totale carriera          | 402        | 15         |                 | 50              | 0               |                    | 62                 | 3                  |             | 0           | 0           | 514    | 18     |

## Palmarès

### Club

#### Competizioni nazionali
- Coppa di Spagna: 1

Siviglia: 2006-2007
- Supercoppa di Spagna: 1

Siviglia: 2007
- Coppa di Grecia: 4

PAOK: 2016-2017, 2017-2018, 2018-2019, 2020-2021
- Campionato greco: 1

PAOK: 2018-2019
- Campionato cipriota: 1

APOEL: 2023-2024

#### Competizioni internazionali
- Coppa UEFA: 1

Siviglia: 2005-2006

### Nazionale
- Campionato d'Europa Under-19: 1

2007